# 徐慶超
徐庆超，字星溪，广东人。清朝武将。
乾隆六十年（1795年）乙卯恩科武进士，官福建建宁镇总兵。工书法，好作朱书大寿字。